# Surinaamse parlementsverkiezingen 2020/Kandidatenlijst/BEP
Dit is de lijst van kandidaten voor de Surinaamse parlementsverkiezingen in 2020 van de BEP. De verkiezingen vonden plaats op 25 mei 2020. De landelijke partijleider is Ronny Asabina.
De onderstaande deelnemers kandideren op grond van het districten-evenredigheidsstelsel voor een zetel in De Nationale Assemblée. Elk district heeft een eigen lijsttrekker. Los van deze lijst vinden tegelijkertijd de verkiezingen van de ressortraden plaats. Daarvoor geldt het personenmeerderheidsstelsel. De kandidaten voor de ressortraden staan hieronder niet genoemd.

## Lijsten
Hieronder volgen de kandidatenlijsten op alfabetische volgorde per district.

### Brokopondo
1. Ronny Asabina
2. Suzette Nelson
3. Joan Kent

### Marowijne
1. Jona Gunther
2. Majorie Mamooi
3. Leonid Pinas

### Para
1. Guceni With
2. Juanita Draaibas-Jubithana
3. Neman Aloeboetoe

### Paramaribo
1. Edgar Dikan
2. Lourencina Adams
3. Agnes Blijer
4. Wensley Misiedjan
5. August Asinga
6. Wonny Banai
7. Daniëlla Menig
8. Magasia Wienaba
9. Leandra Noordzee
10. Deborah Winson
11. Johan Koesé
12. Jacobus Anantoewe
13. Miguel Abili
14. Rildo Aserie
15. Welie Patra
16. Glenn Moetong
17. Winston Adaba

### Sipaliwini
1. Remi Kanapé
2. Lenie Eduards
3. Rosalina Amautan
4. Carla Lugart

### Wanica
1. Valdano Cadogan
2. Cherryl Elmont
3. Pearl Paulus
4. Errol Finkie
5. Liola Tamin
6. Joycelien Landveld
7. Zenga Lugard

Kandidaten per partij: A20 · 
ABOP · 
BEP · 
DA'91 · 
DNW · 
DOE · 
HVB · 
NDP · 
NPS · 
PALU · 
PL · 
PRO/APS · 
SDU · 
SPA · 
STREI! · 
VHP · 
VVD
Kandidaten per district: Brokopondo · 
Commewijne · 
Coronie · 
Marowijne · 
Nickerie · 
Para · 
Paramaribo · 
Saramacca · 
Sipaliwini · 
Wanica